# International Fiscal Association
Die International Fiscal Association (IFA) ist eine nichtstaatliche und nicht sektorale internationale Organisation, die sich mit Steuerfragen befasst. Sie wurde 1938 gegründet, und ihr Sitz befindet sich in Rotterdam, Niederlande. Die Ziele der IFA sind das Studium und die Förderung des internationalen und vergleichenden Rechts im Bereich der öffentlichen Finanzen, insbesondere des internationalen und vergleichenden Steuerrechts und der finanziellen und wirtschaftlichen Aspekte der Besteuerung.
Die IFA veranstaltet jährliche Kongresse und gibt wissenschaftliche Publikationen zu den Themen heraus, die als Hauptthemen jedes Kongresses gewählt werden. Die Themen für die Kongresse werden im Interesse der Entwicklung der internationalen Steuerpolitik und -normen ausgewählt. Jeder auf dem Kongress vorgelegte Bericht besteht aus einem länderspezifischen Bericht über die ausgewählten internationalen Steuerthemen.
Die IFA hat rund 13.500 Mitglieder aus 118 Ländern, von denen 72 einzelne IFA-Zweigstellen haben, die ihre eigenen Veranstaltungen durchführen und darüber hinaus die breitere IFA-Zentrale am Hauptsitz versorgen. Zu den Mitgliedern gehören eine Reihe von Personen, die eine Rolle in der steuerpolitischen Arbeit und Entwicklung spielen, wie z. B. Wissenschaftler, Steuerfachleute und Regierungsbeamte.
Mit der zunehmenden Internationalisierung der Volkswirtschaften der Welt haben internationale Steuerfragen an Zahl und Bedeutung zugenommen. Die IFA hat seit dem Ende des Zweiten Weltkriegs sowohl bei der Entwicklung bestimmter Grundsätze der internationalen Besteuerung als auch bei der Bereitstellung möglicher Lösungen für Probleme, die sich bei deren praktischer Umsetzung ergeben, eine Rolle gespielt.
Die Führungsstruktur der IFA besteht aus einem Vorstand, der die täglichen Aktivitäten der Organisation verwaltet, und einem Generalrat, der sich um die langfristigen Ziele kümmert. Der derzeitige Präsident der IFA, der sowohl dem Vorstand als auch dem Generalrat vorsteht, ist M. Clayson. Der Generalsekretär ist Jean-Blaise Eckert.